# Europole TV
Europole TV est le nom porté pendant 10 ans par la rédaction locale de France 3 dans la métropole lilloise. Son surnom courant était Europole, nom qu'a pris quelques années après un quartier d'affaires de Grenoble.

## Historique
Europole TV a été créée le 24 septembre 1990 par FR3 Nord-Pas-de-Calais Picardie, en collaboration avec La Voix du Nord, NEP TV, Le Courrier de l'Escaut, BEL NEP et Région Câble, quelques jours après la mise en place du 6 minutes Lille de M6, et a été la 1e édition locale d'information de la chaîne publique FR3. Ce journal télévisé tout en images d'une durée de 6 minutes s'est fait connaître dans ses premières années auprès des enfants et leurs parents avec sa séquence populaire "Sortie très classe" qui consistait en un micro-trottoir dans les collèges du secteur.
À la création de France Télévision le 7 septembre 1992, Europole TV a gardé son nom mais a perdu son habillage propre. La rédaction est devenue France 3 Europole en 1996 ou 1997. En 1999, la rédaction a encore changé de nom pour marquer distinctement la métropole lilloise. Le nouveau nom n'a cependant été mis à l'antenne que le 1er janvier 2000 : France 3 Lille Métropole.

## Diffusion
Europole TV était diffusée sur le canal 24 de l'émetteur de Bouvigny-Boyeffles (FR3), dans une grande partie du Nord-Pas-de-Calais et sur la zone frontalière en Belgique.